# 183.ª Brigada Mixta (Ejército Popular de la República)
La 183.ª Brigada Mixta —originalmente creada como la 3.ª Brigada asturiana— fue una de las brigadas mixtas creadas por el Ejército Popular de la República para la defensa de la Segunda República Española.

## Historial
La unidad fue creada a comienzos de febrero de 1937 en Grullos, quedando asignada a la 1.ª División asturiana. El mando de la Brigada recayó en el mayor de milicias Víctor Álvarez González, que contó con el asesoramiento militar del comandante de infantería Pedro Martínez Coll.
El 27 de abril la brigada salió con los batallones 213.°, 216.° y 230.° hacia Vizcaya —en plena ofensiva franquista—, ahora bajo el mando del capitán de infantería Joaquín Burgos Riestra. A su llegada a tierras vizcaínas fue agregada a la 2.ª División vasca, situándose con dos de sus batallones en Amorebieta y con otro en Miravalles. Durante los combates de la defensa de Bilbao, el 13 de junio la unidad quedó prácticamente deshecha en las cercanías del llamado «Cinturón de la Muerte» —la última de las líneas defensivas que protegían Bilbao—; sus restos, no obstante, consiguieron retirarse y posteriormente regresarían a Asturias.
El 6 de agosto la unidad renombrada como la «183.ª Brigada Mixta», en el seno de la 57.ª División del XVI Cuerpo de Ejército, entregándosele el mando de la misma al mayor de milicias José Penido Iglesias. Tras el comienzo de la ofensiva franquista contra Asturias la 183.ª BM fue enviada a Colombres, con la misión de defender la carretera de la costa, siendo agregada a la División «A» (de carácter provisional). El 5 de septiembre los republicanos perdieron el control de Llanes, por lo que la brigada fue retirada del frente, hacia Mieres, para incorporarse a la División «C». El mayor de milicias Penido sería destituido y reemplazado por el mayor de milicias Ángel López Bonachela.
Hacia el 5 de octubre la unidad se hallaba cubriendo el frente de los puertos de montaña, en las alturas de «El Pedrusco», «El Castillo», «Altocena» y «Busdrugo», pero un avance de las fuerzas franquistas del general Antonio Aranda les llevó hasta el Campo del Caso, provocando el aislamiento de las fuerzas republicanas; todos los efectivos de la brigada fueron hechos prisioneros, desapareciendo la unidad.
Recreación
La numeración de la antigua 183.ª BM fue adoptada por una nueva brigada que se creó el 30 de abril de 1938, en el seno de la 49.ª División del XX Cuerpo de Ejército —que, a su vez, constituía la reserva general del Grupo de Ejércitos de la Región Central (GERC)—. La 183.ª Brigada Mixta permaneció en el frente de Madrid durante el resto de la contienda, sin intervenir en ninguna operación militar de relevancia.

## Mandos
Comandantes
- Mayor de milicias Víctor Álvarez González;
- Capitán de infantería Joaquín Burgos Riestra;
- Mayor de milicias José Penido Iglesias;[2]
- Mayor de milicias Ángel López Bonachela;